# Dick Tiger
Dick Tiger est un boxeur nigérian né le 14 août 1929 à Amaigbo et mort le 15 décembre 1971.

## Carrière
Il devient champion du monde des poids moyens WBA le 23 octobre 1962 en dominant aux points Gene Fullmer. Après un match nul concédé lors du combat revanche organisé le 23 février 1963, il remporte la belle par abandon à l'appel de la 7e reprise le 10 août 1963 et réunifie à cette occasion les ceintures WBA et WBC.
Tiger perd ses ceintures face à Joey Giardello le 7 décembre 1963 puis prend sa revanche au Madison Square Garden le 21 octobre 1965 avant de les perdre définitivement contre Emile Griffith le 25 avril 1966.
Le 16 décembre 1966, il affronte et bat aux points José Torres pour le gain des ceintures WBA & WBC des poids mi-lourds. Il confirme cette victoire lors du second combat le 16 mai 1967 puis le 17 novembre contre Roger Rouse avant de s'incliner le 24 mai 1968 par KO dans le 4e round face à Bob Foster.
Tiger met un terme à sa carrière en 1970 après avoir concédé une seconde défaite contre Emile Griffith. Il avait entretemps battu aux points Frank DePaula, l'Italien Nino Benvenuti et Andy Kendall.
Peu de temps après qu'il a pris sa retraite de boxeur, Tiger succombe à un cancer du foie le 14 décembre 1971, à l'âge de 42 ans, à Aba au Nigeria.

## Distinctions
- Dick Tiger est élu boxeur de l'année en 1962 et 1965 par Ring Magazine.
- Tiger - DePaula est élu combat de l'année en 1968.
- Il est membre de l'International Boxing Hall of Fame depuis 1991.